# Magister officiorum

Magister officiorum a fost una dintre cele mai importante titluri administrative din Imperiul Roman târziu și din prima parte a istoriei Imperiului Bizantin. Acesta îndeplinea mai multe funcții legate de exercitarea puterii de către împărat, printre care comandarea Gărzii Imperiale de scholae palatinae.